# Regeringen Hall II
Regeringen Hall II var Danmarks regering mellan 24 februari 1860 och 31 december 1863.
Konseljpresident
- Carl Christian Hall

Utrikesminister
- Carl Christian Hall

Finansminister
- Carl Emil Fenger

Inrikesminister
- Ditlev Gothard Monrad till 15 september 1861, därefter Orla Lehmann

Justitieminister
- Andreas Lorenz Casse

Kyrko- och undervisningsminister 
- Ditlev Gothard Monrad

Krigsminister
- Hans Nicolai Thestrup till 13 augusti 1863, därefter Christian Carl Lundbye

Marinminister
- Steen Andersen Bille

Minister över Slesvig
- Friedrich Hermann Wolfhagen

Minister över Holstein och Lauenborg
- Harald Iver Andreas Raasløff till 30 mars 1861, därefter Carl Christian Hall